# Where the Forest Ends
Where the Forest Ends er en amerikansk stumfilm fra 1915 af Joe De Grasse.

## Medvirkende
- Pauline Bush som Rose.
- Lon Chaney som Paul Rouchelle.
- William C. Dowlan som Jack Norton.
- Joseph De Grasse som Jordan.